# High River
High River ist eine Gemeinde im Süden der kanadischen Provinz Alberta, die seit 1906 den Status einer Kleinstadt (englisch Town) hat. Sie liegt südlich des Ballungsraums von Calgary und gehört zum Verwaltungsbezirk Foothills County, dessen Verwaltungssitz sie ist, in der Calgary Metropolitan Region.
Die Kleinstadt liegt etwa 60 Kilometer südlich von Calgary am Highwood River, einem rechten Nebenfluss des Bow River.
Die Besiedlung der Gegend durch Europäer folgte dem Abschluss des Treaty 7 im Jahr 1877. Eine Eisenbahnstrecke der Canadian Pacific Railway erreichte das Gebiet 1892. Der 1911 errichtete Bahnhof gilt heute als Gebäude von besonderem historischen Wert. Von 1921 bis 1944 betrieb die Royal Canadian Air Force nördlich der Gemeinde einen kleinen Flugplatz, die „RCAF Station High River“.

## Demographie
Der Zensus im Jahr 2016, der Census 2016, ergab für die Gemeinde eine Bevölkerungszahl von 13.584 Einwohnern, nachdem der Zensus im Jahr 2011 für die Gemeinde noch eine Bevölkerungszahl von 12.930 Einwohnern ergab. Die Bevölkerung hat dabei im Vergleich zum letzten Zensus im Jahr 2011 um 5,1 % zugenommen und sich damit schwächer als der Provinzdurchschnitt, mit einer Bevölkerungszunahme in Alberta von 11,6 %, entwickelt. Im Zensuszeitraum 2006 bis 2011 hatte sich die Einwohnerzahl in der Gemeinde mit einem Zuwachs um 20,6 % deutlich stärker als der Durchschnitt in der Provinz, dort mit einer Zunahme um 10,8 %, entwickelt.
Beim Zensus 2016 wurde für die Gemeinde ein Medianalter von 42,6 Jahren ermittelt. Das Medianalter in der Provinz lag 2016 bei 36,7 Jahren. Das Durchschnittsalter lag bei 42,3 Jahren, bzw. nur 37,8 Jahren in der Provinz. Beim Zensus 2011 wurde für die Gemeinde noch ein Medianalter von 41,8 Jahren ermittelt. Das Medianalter der Provinz lag 2011 bei 36,5 Jahren.

## Verkehr
Schwerpunkt der Verkehrsanbindung ist der Straßenverkehr. Der Highway 2A durchquert die Gemeinde in Nord-Süd-Richtung und verbindet diese direkt mit Calgary. Östlich der Gemeinde verläuft ebenfalls in Nord-Süd-Richtung der Highway 2. Südöstlich der Gemeinde beginnt der Highway 23. Über eine Anbindung an eine Eisenbahnstrecke verfügt High River nicht mehr.
Etwa 8 Kilometer südlich der Gemeinde befindet sich der örtliche Flughafen (IATA-Flughafencode: ohne, ICAO-Code: ohne, Transport Canada Identifier: CEN4). Der Flugplatz hat u. a. eine asphaltierte Start- und Landebahn von 1268 Meter Länge.

## Persönlichkeiten
- John McKenzie (1937–2018), Eishockeyspieler und Trainer
- Joe Clark (* 1939), Premierminister
- Andrew Dawes (1940–2022), Geiger und Musikpädagoge
- Glen Sather (* 1943), Eishockeyspieler und Trainer
- Mark Greig (* 1970), Eishockeyspieler
- Conner Bleackley (* 1996), Eishockeyspieler